# Molophilus (Molophilus) conscriptus
Molophilus (Molophilus) conscriptus is een tweevleugelige uit de familie steltmuggen (Limoniidae). De soort komt voor in het Neotropisch gebied.